# Giornata mondiale dell'amicizia
La Giornata internazionale dell'amicizia ricorre annualmente il 30 luglio. È stata proclamata dall'Assemblea generale delle Nazioni Unite attraverso la risoluzione A/RES/65/275 nel 2011, richiamando gli scopi e gli obiettivi della Dichiarazione e del Programma d'azione su una cultura della pace e il Decennio internazionale di promozione di una cultura della nonviolenza e della pace a profitto dei bambini del mondo (2001-2010).
La Giornata celebra l'amicizia tra popoli, paesi, culture e individui, con l'idea che possa ispirare gli sforzi di pace e offrire l'opportunità di costruire ponti tra le comunità.
L'Assemblea Generale nel documento riconosce l'importanza dell'amicizia come "sentimento nobile e prezioso nella vita degli esseri umani in tutto il mondo". Convinti dell'importanza di coinvolgere i giovani e futuri leader nelle attività della comunità volte a includere il rispetto per le diverse culture, la comprensione internazionale, il rispetto della diversità e una cultura della pace.
Tutti i membri delle Nazioni Unite, i Governi, le Organizzazioni internazionali, la Società civile e le Organizzazioni non governative vengono invitati ad osservare questa giornata, in conformità con la cultura e le usanze delle loro comunità locali, nazionali e regionali.